# 피터 리거트
피터 리거트(영어: Peter Riegert, 1947년 4월 11일 ~ )는 미국의 배우, 영화 감독이다.

## 출연 작품
- 아메리칸 패스토럴 (2016)
- 쇼 미 어 히어로 (2015)
- 미들턴 (2013)
- 오카 (2011)
- 숄렘 알레이헴: 레핑 인 더 다크니스 (2011)
- 우리는 동물원을 샀다 (2011)
- 화이트 아이리시 드링커스 (2010)
- 선택받은 자 (2010)
- 러브 컨쿼 폴 (2009)
- 서렌더 도로시 (2006)
- 블리처 범스 (2001)
- 클럽 랜드 (2001)
- 이웃집 개 죽이는 법 (2000)
- 트래픽 (2000)
- 패션 오브 마인드 (1999)
- 제리 앤 톰 (1998)
- 인피니티 (1996)
- 새들이 그린 세상 (1996)
- 잠입자(영어판) (1995)
- 마스크 (1994)
- 집시(영어판) (1993)
- 월 스트리트 전쟁 (1993)
- 우츠 (1992)
- 룬스톤 (1991)
- 오브젝 오브 뷰티 (1991)
- 오스카 (1991)
- 쇼크 투 더 시스템 (1990)
- 댓츠 애디쿼트 (1989)
- 결혼 소동 (1988)
- 더 스트레인저(영어판) (1987)
- 어 맨 인 러브 (1987)
- 시티 걸 (1984)
- 시골 영웅 (1983)
- 아메리카슨 (1979)
- 애니멀 하우스의 악동들 (1978)

### 텔레비전
- 매시 (1977)
- 소프라노스 (2001-02)
- 로앤오더: 성범죄 전담반 (2004-007)
- 대미지 (2007)
- 굿 와이프 (2009-12)